# دميتري توربينسكي
دميتري تروبنسكي (بالروسية: Дмитрий Евгеньевич Торбинский)‏، من مواليد 28 أبريل 1984 في نورليسك في الإتحاد السوفييتي ، لاعب كرة قدم روسي.
يلعب مع نادي لوكوموتيف موسكو منذ عام 2008.
بدأ باللعب مع منتخب روسيا لكرة القدم في عام 2007.

## روابط خارجية
- دميتري توربينسكي على موقع الاتحاد الدولي (مؤرشف)  (الإنجليزية)
- دميتري توربينسكي على موقع قاعدة بيانات كرة القدم.إي يو (الإنجليزية)
- دميتري توربينسكي على موقع ناشيونال فوتبول تيمز (الإنجليزية)
- دميتري توربينسكي على موقع Soccerway.com (الإنجليزية)
- دميتري توربينسكي على موقع عالم كرة القدم.نت (الإنجليزية)
- دميتري توربينسكي على موقع AS.com (الإسبانية)